# ハスラー・ホワイト
『ハスラー・ホワイト』（英: Hustler White）は、1996年に製作されたドイツ・フランスの映画。 ブルース・ラ・ブルースが監督、製作、脚本、出演を務めている。
1997年に第6回東京国際レズビアン&ゲイ映画祭で上映された。

## キャスト
- モンティ：トニー・ウォード
- ユルゲン・アンガー：ブルース・ラ・ブルース
- アレックス：アレックス・オースティン
- エイギル：ケヴィン・ピー・スコット
- ピグレット：イヴァール・ジョンソン
- リャン：ホアキン・マルティネス